# فرد هولاند
فرد هولاند (10 فبراير 1876 في المملكة المتحدة - 5 فبراير 1957 في المملكة المتحدة) (بالإنجليزية: Fred C. Holland)‏ هو لاعب كريكت بريطاني وبريطاني (وحمل سابقاً جنسية المملكة المتحدة لبريطانيا العظمى وأيرلندا). لعب مع نادي مقاطعة سري للكريكت ‏.